# Said bin Taimur
Said bin Taimur (Arabisch: سعيد بن تيمور) (Muscat, 13 augustus 1910 - Londen, 19 oktober 1972) was de 13e sultan van Muscat en Oman van 10 februari 1932 tot hij op 23 juli 1970 werd afgezet door zijn zoon Qaboos bin Said.
Hij was een lid van het Huis van Al Said die in 1932 sultan van Muscat en Oman werd, als opvolger van zijn vader Taimur bin Feisal die om financiële redenen was afgetreden. De 21-jarige Said erfde een regering die te kampen had met aanzienlijke schulden. Hij consolideerde de macht, met de hulp van de Britse SAS, en herwon de controle over het tribale binnenland door Muscat en Oman samen te brengen. Toen het land eenmaal verenigd was, verliet Said de hoofdstad Muscat en woonde daarna in een kustplaats in Dhofar. Muscat en Oman werden in 1951 volledig soevereine en onafhankelijke staten met hem als heerser.
Terwijl buurlanden als Qatar, Bahrein en Saudi-Arabië de slavernij afschaften, hield sultan Said er hardnekkig aan vast. Ook verder was zijn bewind middeleeuws te noemen; zo lag er nog geen 10 km verharde weg en waren er maar drie scholen. Een en ander was reden waarom zijn zoon er met steun van de Britten in 1970 een einde aan zijn bewind maakte. Onder de vijfhonderd slaven die na de coup in zijn paleis werden aangetroffen, waren er die stomheid of verlamming hadden opgelopen omdat het hen verboden was ooit te spreken of op te kijken van de grond.